# ゾラン・マミッチ
ゾラン・マミッチ（Zoran Mamić, 1971年9月30日 - ）は、ユーゴスラビア（現クロアチア）・ビェロヴァル出身の元クロアチア代表サッカー選手、現サッカー指導者。現役時代のポジションはMF、DF。

## 経歴

### 現役時代
NKディナモ・ザグレブでキャリアをスタートさせ、ドイツ・ブンデスリーガの複数のクラブに所属し、1部では81試合4得点、2部では99試合2得点の成績を残した。2005年に古巣のディナモ・ザグレブに復帰し、2005-06シーズンはキャプテンとしてチャンピオンシップ制覇に貢献。2007年3月3日のNKヴァルテクス・ヴァラジュディン戦を最後に引退した。
クロアチア代表では1998 FIFAワールドカップメンバーに選出されるが出場機会は無かった。

### 現役引退後
2007年8月にディナモ・ザグレブのスポーツディレクターに就任した。2013年8月、クルノスラヴ・ユルチッチの監督解任に伴い、ダミル・クルズナルと共にディナモ・ザグレブの暫定監督を務めた。同月27日に行われたUEFAチャンピオンズリーグ・プレーオフ、FKアウストリア・ヴィーンとの第2戦に勝利したものの合計スコアにより敗退した。同年10月22日にブランコ・イヴァンコヴィッチが解任されたディナモ・ザグレブをウィンターブレイクまで率いることになり、アシスタントコーチにはクルズナルとイゴール・ツヴィタノヴィッチを招聘した。後に正式な監督として2015-16シーズンまで指揮を執り、クラブのリーグ10連覇を達成した。
2016年6月、サウジ・プロフェッショナルリーグに所属するアル・ナスルの監督に就任することが発表された。
2020年からディナモ・ザグレブの監督に復帰し、スポーツディレクターも兼任していたが、兄で元ディナモ・ザグレブ常任理事のズドラヴコらとともに移籍金などの横領および脱税の容疑で刑事訴追され、2021年3月15日にクロアチア最高裁判所から実刑判決を言い渡されて4年の服役が確定したことを受けて同日辞職。

## 代表歴

### 出場大会
- クロアチア代表
  - 1998 FIFAワールドカップ (3位)

### 試合数
- 国際Aマッチ 6試合 0得点（1996年-1998年）[9]

| クロアチア代表 | 国際Aマッチ | 国際Aマッチ |
| 年             | 出場        | 得点        |
| -------------- | ----------- | ----------- |
| 1996           | 2           | 0           |
| 1997           | 1           | 0           |
| 1998           | 3           | 0           |
| 通算           | 6           | 0           |

## タイトル

### 選手時代
ディナモ・ザグレブ
- プルヴァHNL：4回（1992-1993、1995-96、2005-06、2006-07）
- フルヴァツキ・ノゴメトニ・クプ：3回（1993-94、1995-1996、2006-07）
- フルヴァツキ・ノゴメトニ・スーペルクプ：1回（2006）

### 指導者時代
ディナモ・ザグレブ
- プルヴァHNL：4回（2013-14、2014-15、2015-16、2019-20）
- フルヴァツキ・ノゴメトニ・クプ：2回（2015、2016）

アル・アインFC
- アラビアン・ガルフ・リーグ:1回（2017-18）
- UAEプレジデントカップ:1回（2017-18）